# Dragutin Mitić
Dragutin Mitić (Zagabria, 16 settembre 1917 – Houston, 27 agosto 1986) è stato un tennista jugoslavo.

## Carriera
Ha fatto l'esordio con la squadra jugoslava di Coppa Davis nell'edizione del 1936 raggiungendo la finale della zona europea. Durante il Roland Garros 1938 avanza fino ai quarti di finale nel singolare dove viene sconfitto nettamente da Roderich Menzel mentre riesce a conquistare il titolo nel doppio misto in coppia con la francese Simonne Mathieu.
Dopo il secondo conflitto mondiale è tornato in campo raggiungendo in due occasioni i quarti di finale sulla terra del Roland Garros (1946 e 1949) mentre a Wimbledon 1946 è avanzato fino alle semifinali insieme al connazionale Josip Palada.
Gioca il suo ultimo incontro con la nazionale nel 1951 terminando la sua esperienza con quarantuno successi e ventinove sconfitte.

## Statistiche

### Finali nei tornei del Grande Slam

#### Doppio misto

##### Vittorie (1)
| Anno | Torneo                | Compagna        | Avversari in finale            | Punteggio     |
| 1938 | Roland Garros, Parigi | Simonne Mathieu | Nancye Wynne Christian Boussus | 2–6, 6–3, 6–4 |